# Vasko Popa
Vasile "Vasko" Popa, född 29 juni 1922 i Grebenac, Jugoslavien, död 5 januari 1991 i Belgrad, var en serbisk poet.
"P. är den mest uppmärksammade serbiske poeten i efterkrigsgenerationen. Han förbinder folkloristiska element med intryck från den franska surrealismen. P., som debuterde 1953, använder sig av bl.a. barnrim och grotesk humor för att skapa sina visionära diktcykler." (Litteraturhandboken, 1983)

## Böcker på svenska
- Den ena benknotan till den andra (översättning Gun Bergman och Artur Lundkvist, Bonnier, 1972)
- Vasko Popa: poeten från Vršac (urval och sammanställning Morgan Holm, översättning Kjell Magnusson, Ordström, 1981)
- Vargsalt (översättning Kjell Magnusson, Ordström, 1981)